# Ана Глигић
Ана Глигић (рођ. Филиповић, Ћералије, 6. август 1934 — Београд, 4. јануар 2025) била је српска и југословенска вирусолошкиња, специјалисткиња медицинске микробиологије и виша научна сарадница на Медицинском факултету Универзитета у Београду.
Њена каријера је укључивала и истраживања на једном од најсмртоноснијих вируса – вирусу марбург,
који је 1967. прва на свету изоловала и описала.
Током епидемије успела је да изолује вирус вариоле вере. Њени научни радови на откривању мишје грознице постали су светски познати.
Када је Србију и свет погодила пандемија коронавируса, активирала се из пензије и стручним саветима упозоравала јавност на значај вакцинације и епидемиолошке заштите.
Током осамдесетих и деведесетих година 20. века, Глигић се усмерила на проучавање хеморагичних грозница.
Са научним радом наставила је и након пензионисања, активно учествујући у истраживањима.

## Биографија
Рођена је 6. августа 1934. године у славонском селу Ћералије, код Подравске Слатине, у тадашњој Краљевини Југославији.
Током Другог светског рата остала је без великог броја чланова своје породице. Школовање је започела у Вировитици, где је 1953. завршила класичну гимназију, а 1959. је дипломирала биологију на Природно-математичком факултету Универзитета у Београду.
Годину дана по дипломирању запослила се као приправница за вирусологију на Институту за јавно здравље „Др Милан Јовановић Батут”, а затим је прешла у новоосновани Институт за вирусологију, вакцине и серуме „Торлак”.
Специјалистички испит из медицинске микробиологије положила је 1966, исте године када је постала и руководилац Југословенског националног лабораторија за велике богиње, вирусну хеморагичну грозницу и векторске заразне болести.
Својеврстан значај за стручни раст Југославије имала је и њена обука у иностранству, те је 1968. године отишла на специјализацију за дијагностику великих богиња у најпрестижније лабораторије Европе, укључујући Лондонски вирусни референтни лабораторијум и Институт за поређење тропске медицине у Минхену.
Поред великог значаја у области вирусологије великих богиња, она је одбранила дисертацију на тему имунологије великих богиња на Медицинском факултету у Београду, чиме је дала значајан допринос развоју овог подручја.

## Улога у епидемији вируса Марбург 1967. године
Током 1967. године, у Институту за вирусологију, вакцине и серуме „Торлак” у Београду, забележене су две инфекције вирусом Марбург, које су биле део прве познате епидемије ове болести у Европи, заједно са случајевима у Марбургу и Франкфурту (СР Немачка). Ана Глигић, тада млада виролошкиња, била је кључни члан тима који је изоловао вирус и спровео прва лабораторијска испитивања у вези са заразом у Југославији.
Заједно са колегама из Торлака, Глигић је учествовала у вирусолошким и имунолошким анализама, укључујући инокулацију узорака у заморце, електронску микроскопију и серолошка тестирања, чиме је потврђена присутност до тада непознатог вируса. У то време, вирус је у Југославији привремено називан „церкопитекусна хеморагијска грозница”, док се у стручној кореспонденцији користио и израз „Марбург/Београд вирус”.
Југословенски и немачки стручњаци заједно су спровели мере контроле инфекције, а Глигић је играла важну улогу у међународној сарадњи, укључујући размену узорака и података са истраживачима из Франкфурта, Марбурга и америчког CDC-а.
Ова епизода, иако значајна за историју вирусологије и борбу против хеморагијских грозница, остала је релативно непозната широј јавности све до објављивања ретроспективног научног рада 2020. године, чији је Ана Глигић била коауторка.

## Улога у епидемији великих богиња 1972. године
Ана Глигић била је једна од јунакиња борбе против последње европске епидемије великих богиња која је на зиму и пролеће 1972. године погодила СФРЈ, углавном територију Србије, а највише у делу Косова и Метохије, по повратку Ибрахима Хотија из околине Ђаковице са ходочашћа до Меке.
„Испред моје куће на Вождовцу је 15. марта увече, око осам увече, стигло возило Торлака. Позвали су ме да се хитно упутим на Институт како бисмо спровели анализе”, присећала се касније Глигић.
Узороци су са КиМ у Институт "Торлак" стигли до пет ујутру, а све анализе указивале су на оно на шта је Глигићева одмах посумњала – велике богиње су у Југославији.
„Почела је борба, а често смо аутомобилом, па чак и хеликоптером, одлазили у заражена подручја, где год би постојала сумња да постоји опасност од ширење епидемије”, говорила је Глигић.
У току епидемије оболело је 184 људи – 123 на КиМ и 32 у Београду, а преминуло је укупно њих 40, са стопом смртности изнад 21 одсто. Епидемија је званично објављена тек 25. марта и трајала је до 23. маја, а карантини су укидани постепено од 12. априла до 19. маја. Вирус је „убијен” на Институту Торлак, процедуром којом је руководила лично Глигић.

## Допринос у истраживању хантавируса
Ана Глигић је играла кључну улогу у идентификацији хантавируса на простору бивше Југославије. Године 1992. била је међу ауторима публикације Belgrade virus: a new hantavirus causing severe hemorrhagic fever with renal syndrome in Yugoslavia, у којој је описана изолација вируса из биопсијског материјала људи са тешком хеморагичном грозницом са бубрежним синдромом (HFRS). Вирус је назван „вирус Београд” (Belgrade virus).
Годину дана касније, вирус сличан београдском изолован је из глодара (*Apodemus flavicollis*) у словеначком селу Добрава, под супервизијом Ане Глигић. Тај вирус је назван „вирус Добрава” (Dobrava virus), а оба заједно чине комплекс вирус Добрава-Београд ili Dobrava–Belgrade virus (DOBV), који представља значајан узрочник хеморагичне грознице са бубрежним синдромом у региону.
Касније студије потврдиле су присуство Dobrava–Belgrade вируса и у Србији, код глодара као што су *Glis glis* и *Apodemus agrarius*.
Глигић је учествовала и у филогеографским анализама других хантавируса, укључујући Tula вирус, чиме је додатно допринела разумевању вирусне еволуције у Европи.

## Истраживања вируса Западног Нила и пионирскиOne Healthприступ
Ана Глигић је била укључена и у савремена истраживања вируса Западног Нила у Србији. У оквиру мултидисциплинарног тима, учествовала је у серолошком тестирању паса и коња, користећи више типова дијагностичких тестова укључујући и вирус-неутрализационе методе. Резултати су показали високу стопу серопозитивности у различитим деловима Србије, што указује на широку циркулацију вируса у дивљини.
Овај рад представља пример „One Health“ приступа,који интегрише људску, животињску и еколошку здравствену заштиту. Глигић је била једна од пионирки таквог начина размишљања у Југославији, а и у светском контексту – много пре него што је тај концепт званично заживео као глобални здравствени приоритет. Њена способност да повезује људску клиничку вирусологију са ветеринарском и епизоотиолошком праксом, сврстава је међу ране заговорнике интегрисаног приступа у борби против зооноза.

## Захвалност и признања
У марту 2025. године, угледни медицински часопис The Lancet Infectious Diseases објавио је некролог посвећен Ани Глигић, у којем је истакнута њена улога у обуздавању последње епидемије великих богиња у Европи и њен вишедеценијски допринос вирусологији.
Захваљујући свом знању, научној радозналости и преданој личности, Ана Глигић је остала инспирација бројним генерацијама научника. Њен допринос науци и здрављу препознат је у међународним стручним круговима. Свет ће је заувек памтити.